# Чоколово
Чоколово или Чокали (на гръцки: Περιστέρι, Перистери, катаревуса: Περιστέριον, до 1927 година Τσοκαλή, Цокали) е село в Егейска Македония, Гърция, дем Кукуш, област Централна Македония със 185 жители (2001).

## География
Селото е разположено южно от град Кукуш (Килкис), в Солунското поле.

## История

### В Османската империя
В османски обобщен данъчен списък на немюсюлманското население от вилаета Тимур Хисаръ̀ от 1616 – 1617 година селото е отбелязано като Чокалова с 10 джизие ханета (домакинства). Според документ от 1625 година Чокалова има 8 ханета.
В XIX век Чоколово е турско село в каза Аврет Хисар (Кукуш) на Османската империя. В „Етнография на вилаетите Адрианопол, Монастир и Салоника“, издадена в Константинопол в 1878 година и отразяваща статистиката на населението от 1873 година, Чеколово (Tchekolovo) е посочено като селище в каза Аврет Хисар (Кукуш) с 30 домакинства, като жителите му са 95 мюсюлмани. Според статистиката на Васил Кънчов („Македония. Етнография и статистика“) в 1900 година селото има 250 жители, всички турци мюсюлмани.

### В Гърция
След Междусъюзническата война в 1913 година селото попада в Гърция. Част от населението му се изселва и на негово място са настанени гърци бежанци. В 1928 година селото е чисто бежанско с 39 бежански семейства и 166 жители бежанци.
В 1927 година името на селото е сменено на Перистери.